# 中浦食品
中浦食品株式会社（なかうらしょくひん）は、島根県松江市に本社を置く、贈答品・観光土産品の製造、卸、販売を行う企業。

## 沿革
- 1686年 三世興三右衛門勘助が酒造業で創業（現在の島根県松江市美保関町）。
- 1921年 十五世義夫が中浦商店を設立。
- 1947年 中浦食品株式会社を設立。
- 1955年 松江市東茶町に松江営業所・工場を開設。
- 1964年 松江営業所を支社に昇格。神奈川県湯河原町に熱海営業所を開設。
- 1967年 「どじょう掬いまんじゅう」を開発・販売。
- 1971年 松江市西川津町に松江支社・工場を全面移転。
- 1977年 鳥取市に鳥取支店を開設。
- 1979年 境港市に境港支店・工場・買物センターを開設。
- 1980年 皆生温泉に米子支店を開設。
- 1985年 出雲市に出雲営業所を開設。
- 1988年 玉造温泉に玉造営業所を開設。
- 1989年 米子支店・鳥取支店・熱海支店を米子中浦株式会社・鳥取中浦株式会社・東京中浦株式会社として分社。
- 1992年 境港市に「大漁市場なかうら」をオープン。
- 1995年 境港工場を新築移転。美保関本社工場を境港工場に移転。
- 1998年 「大漁市場なかうら」を全面改装。鷦鷯屋（ささきや）ブランド商品を発売。
- 2003年 島根県八束郡美保関町（現：松江市）にあった本社を松江市西川津町に移転。
- 2009年 「大漁市場なかうら」の売場改装。
- 2014年 松江市西川津町の松江本社・工場を松江市東出雲町に新築移転。

## 事業所
- 中浦食品株式会社（島根県松江市）
  - 大漁市場なかうら（鳥取県境港市）
  - 境港工場（鳥取県境港市）
  - 出雲営業所（島根県出雲市）
- 米子中浦株式会社（鳥取県米子市）
- 鳥取中浦株式会社（鳥取県鳥取市）
  - 三朝営業所（鳥取県東伯郡三朝町）
- 東京中浦株式会社（神奈川県足柄下郡湯河原町）

## 主な商品
- どじょう掬い饅頭 - 山陰地方の代表銘菓。安来節に合わせて踊る「どじょう掬い踊り」に使う「ひょっとこの面」をデザインしたもの。1967年より販売開始。意匠デザインを漫画家おおば比呂司に依頼している。
  - 2002年、第24回全国菓子大博覧会にて、全菓博無鑑査賞を受賞
  - 2008年、第25回全国菓子大博覧会にて、ホクレン農業共同組合連合会会長賞を受賞
- 境港産松葉ガニ
- 宍道湖産大和しじみ
- するめ糀漬
- 出雲そば
- 板わかめ
- かにトロしゅうまい - 紅ズワイガニを使用した焼売。

## CM出演者
- でんぱ組.inc[2]